# DeForest Kelley
Jackson DeForest Kelley (20 de gener de 1920 - 11 de juny de 1999) va ser un actor, guionista, poeta i cantant estatunidenc. Va ser conegut pels seus papers en westerns de cinema i televisió i va aconseguir fama internacional com el Dr. Leonard "Bones" McCoy de l'USS Enterprise a la sèrie de televisió i cinema Star Trek (1966–1991).

## Primers anys
Kelley va néixer a Atlanta, Geòrgia. La seva mare era Clora (de soltera Casey) i el seu pare era Ernest David Kelley, un ministre baptista d'ascendència irlandesa. Kelley va rebre el nom del pioner de l'enginyeria electrònica Lee de Forest. Més tard va anomenar el pare del seu personatge de "Star Trek" "David", en honor al seu propi pare. Kelley tenia un germà gran, Ernest Casey Kelley. Kelley estava immers en la missió del seu pare a l'església del seu pare a Conyers (Geòrgia).
Abans del final del seu primer any a Conyers, Kelley posava en pràctica regularment els seus talents musicals i sovint cantava sol als serveis religiosos del matí. Kelley volia ser metge com el seu oncle, però la seva família no es podia permetre enviar-lo a la facultat de medicina. Va començar a cantar en programes de ràdio locals, incloent-hi una aparició a WSB AM a Atlanta. Com a resultat del treball de ràdio de Kelley, va aconseguir un contracte amb Lou Forbes i la seva orquestra al Paramount Theater.
El 1934, la família va deixar Conyers per anar a Decatur (Geòrgia). Va assistir a la Decatur Boys High School, on va jugar a l'equip de beisbol Decatur Bantams. Kelley també va jugar a futbol i altres esports. Abans de la seva graduació el 1938, Kelley va aconseguir una feina com a conductor de cotxes a una drogueria. Passava els caps de setmana treballant als cinemes locals.
Va debutar al cinema amb el cor de New Moon (1940), i gairebé va aconseguir el paper principal a This Gun for Hire (1942), però Alan Ladd va ser escollit en comptes d’ell.
Durant la Segona Guerra Mundial, Kelley va servir com a soldat a les Forces Aèries de l'Exèrcit dels Estats Units del 10 de març de 1943 al 28 de gener de 1946, assignat a la First Motion Picture Unit amb el rang de soldat de primera classe. Després d'una llarga estada a Long Beach, Kelley va decidir seguir una carrera d'actor i traslladar-se al sud de Califòrnia permanentment, vivint durant un temps amb el seu oncle Casey. Va treballar com a acomodador en un teatre local per guanyar prou diners per al trasllat. La mare de Kelley va animar el seu fill en el seu nou objectiu professional, però al seu pare no li va agradar la idea. Mentre era a Califòrnia, Kelley va ser vista per un caçatalents de Paramount Pictures mentre apareixia en una pel·lícula d'entrenament de la Marina dels Estats Units.
El 1945, Kelley es va casar amb Carolyn Charlotte Meagher Dowling.

## Carrera

### Primers papers

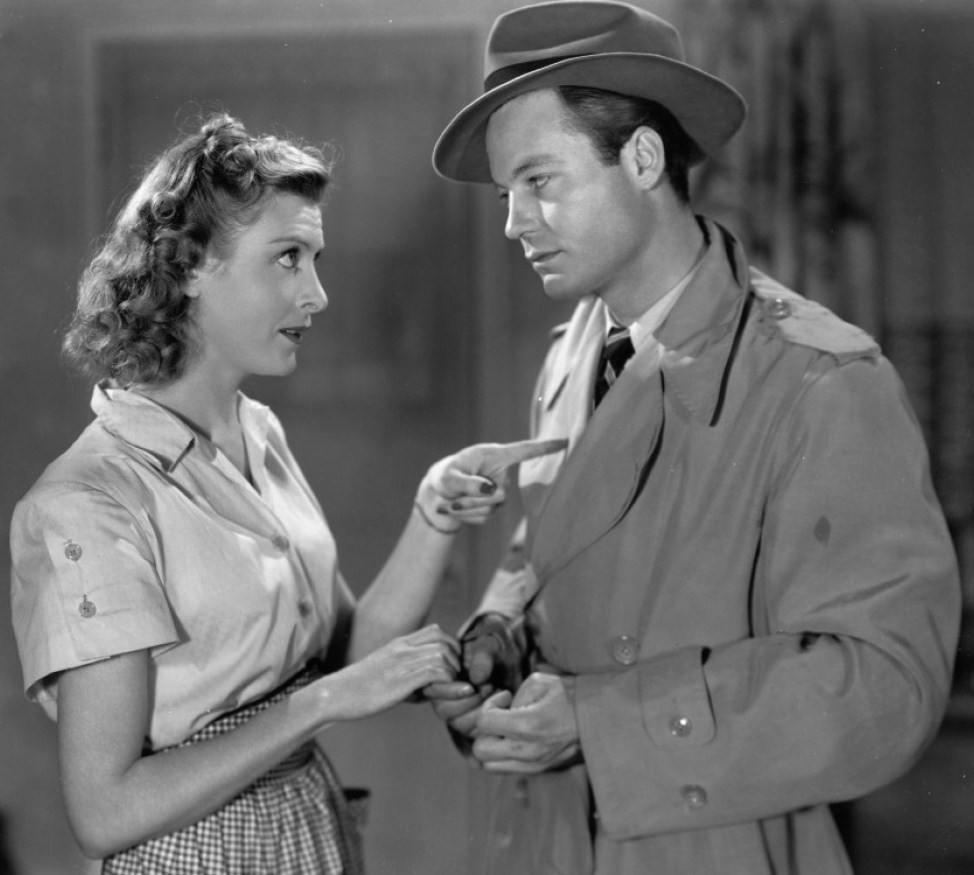
Ann Doran i Kelley a Fear in the Night el 1947

La carrera d'actriu de Kelley va començar amb el llargmetratge Fear in the Night el 1947. La pel·lícula de baix pressupost va ser un èxit, cosa que el va portar a l'atenció d'un públic nacional i va donar a Kelley motius per creure que aviat es convertiria en una estrella. El seu següent paper, a Variety Girl, el va consolidar com a actor principal i va resultar en la fundació del seu primer club de fans. Kelley no es va convertir en un protagonista, però, i la seva dona Carolyn i ell van decidir traslladar-se a la ciutat de Nova York. Va trobar feina als escenaris i a la televisió en directe, però després de tres anys a Nova York, els Kelley van tornar a Hollywood.
A Califòrnia, va rebre un paper en una entrega de You Are There, presentada per Walter Cronkite. Va interpretar el propietari del ranxo Bob Kitteridge a l'episodi de 1949 "Legion of Old Timers" de la sèrie de televisió The Lone Ranger. Això el va portar a una aparició a Duel de titans com a Morgan Earp (germà de Wyatt Earp, interpretat per Burt Lancaster),, cosa que al seu torn va portar a tres ofertes cinematogràfiques, incloent-hi Warlock amb Henry Fonda i Anthony Quinn.
DeForest Kelley va aparèixer en tres episodis de la sèrie de televisió Science Fiction Theatre. El 1957, va tenir un petit paper com a oficial del sud a L'arbre de la vida, una pel·lícula de la Guerra Civil dirigida per Edward Dmytryk, al costat d'Elizabeth Taylor, Montgomery Clift i Lee Marvin. També va aparèixer en papers principals com a capità de submarí de la Marina dels Estats Units a la sèrie de televisió ambientada en la Segona Guerra Mundial, "The Silent Service". Va aparèixer a la primera temporada, episodi cinc, "The Spearfish Delivers", com a comandant Dempsey, i al primer episodi de la segona temporada, "The Archerfish Spits Straight", com a tinent comandant Enright. El seu futur coprotagonista de Star Trek Leonard Nimoy també va aparèixer en dos episodis diferents de la sèrie més o menys al mateix temps.
Kelley va aparèixer tres vegades en diverses representacions del tiroteig de l'O.K. Corral; la primera va ser el 1955, com a Ike Clanton a la sèrie de televisió You Are There. Dos anys més tard, a la pel·lícula de 1957 Duel de titans, va interpretar Morgan Earp. La seva tercera aparició va ser en un episodi de la tercera temporada de "Star Trek" (emès originalment el 25 d'octubre de 1968), titulat "L'espectre de les armes", aquesta vegada interpretant Tom McLaury.
Kelley, conegut pels seus col·legues com a "Dee", també va aparèixer a episodis de The Donna Reed Show, Perry Mason, Tales of Wells Fargo, Wanted: Dead or Alive, Boots and Saddles, Dick Powell's Zane Grey Theatre, Death Valley Days, Riverboat, The Fugitive, Lawman, Bat Masterson, Gunsmoke, Have Gun – Will Travel, The Millionaire, Rawhide, i Laredo. Va aparèixer a l'episodi de 1962 de Route 66, "1800 Days to Justice" i "The Clover Throne" com a Willis. Va tenir un petit paper a la pel·lícula The View from Pompey's Head.
Durant nou anys, Kelley va interpretar principalment dolents. Va acumular una extensa llista de crèdits, alternant entre televisió i pel·lícules. Tenia por de quedar encasellat, però, així que es va allunyar dels dolents protagonitzant Where Love Has Gone i un pilot de televisió anomenat 333 Montgomery. El pilot va ser escrit per un expolicia anomenat Gene Roddenberry, i uns anys més tard, Kelley va aparèixer en un altre pilot de Roddenberry, Police Story (1967), que tampoc es va convertir en una sèrie.
Kelley també va aparèixer en almenys un drama radiofònic, l'episodi de 1957 de Suspense titulada "Flesh Peddler", en què el productor de la sèrie William M. Robson el va presentar com "una nova lluminària brillant al firmament de Hollywood".
Kelley va interpretar un metge diverses vegades abans de fer-ho a Star Trek. El 1956, nou anys abans de ser escollit com el Dr. McCoy, Kelley va fer un petit paper secundari com a metge a The Man in the Gray Flannel Suit, en què emet el diagnòstic "Aquest home és mort, capità" i "Aquell home és mort" a Gregory Peck. El 1962, va aparèixer a l'episodi de Bonanza titulat "The Decision", com un metge condemnat a la forca per l'assassinat d'un periodista. (El jutge en aquest episodi va ser interpretat per John Hoyt, que més tard va interpretar el Dr. Phillip John Boyce, un dels predecessors de Leonard McCoy, al pilot de Star Trek "La gàbia".) El 1963, va aparèixer a l'episodi de The Virginian "Man of Violence" com un metge de cavalleria "bevedor" amb Leonard Nimoy com el seu pacient. (Aquest episodi va ser escrit per John D. F. Black, que més tard es va convertir en un escriptor-productor de Star Trek.) Just abans que comencés el rodatge de Star Trek, Kelley va tornar a aparèixer com a metge, a l'episodi de Laredo "The Sound of Terror".

### Star Trek

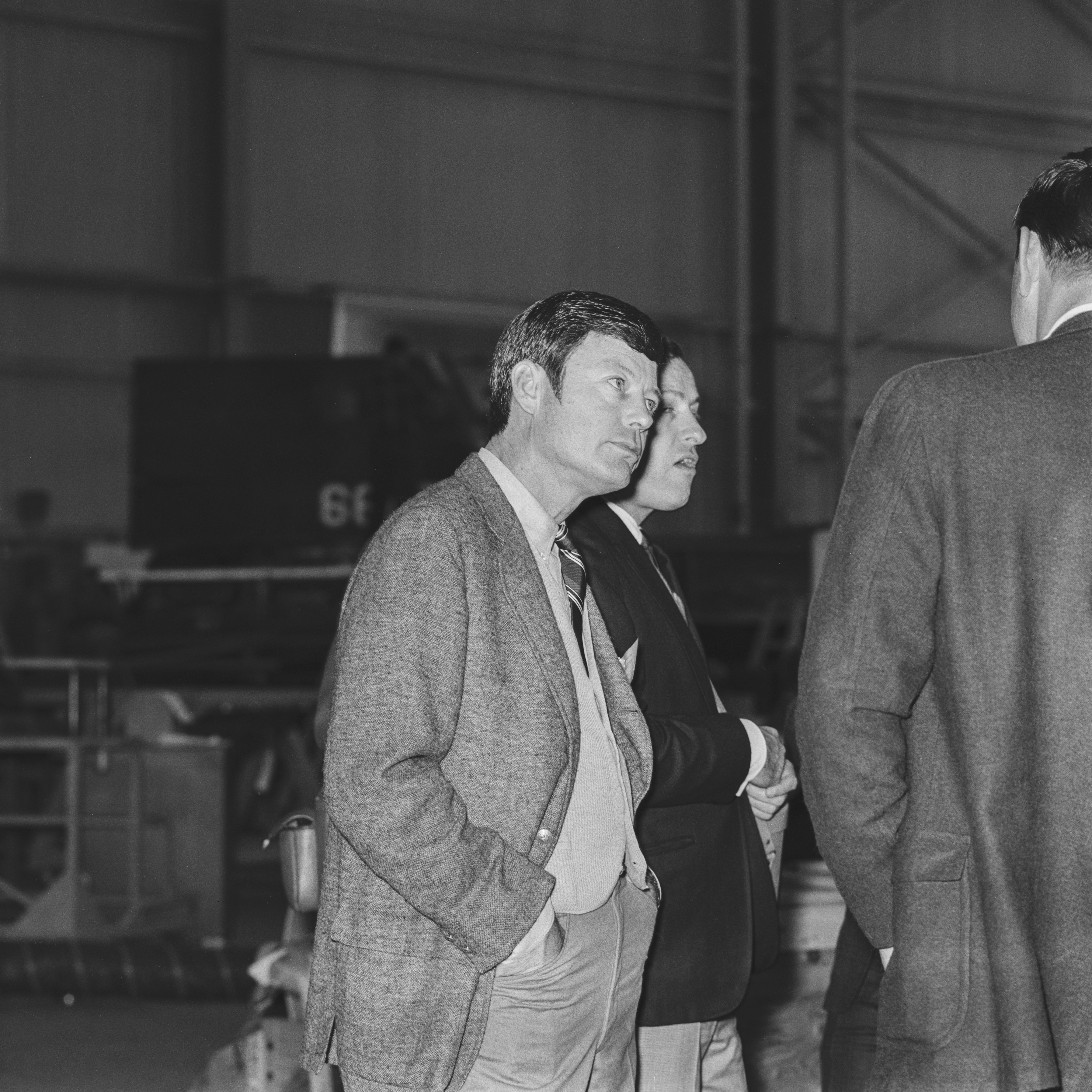
Kelley visitant NASA Dryden amb el repartiment i equip de Star Trek el 1967

Kelley va interpretar al Dr. Leonard "Bones" McCoy de 1966 a 1969 a Star Trek (Gene Roddenberry havia ofert a Kelley el paper de Spock el 1964, però ell el va rebutjar). Va repetir el personatge en un paper de veu en off a la sèrie animada Star Trek (1973–74), i a les sis primeres pel·lícules de Star Trek (1979 a 1991). El 1987, també va tenir un cameo a "Trobada a Farpoint", el primer episodi de Star Trek: La nova generació, com l'almirall Leonard McCoy, cirurgià general emèrit de la Flota Estel·lar. Diversos aspectes dels antecedents de Kelley van formar part de la caracterització de McCoy, inclosa la seva pronunciació de "nuclear" com a "nucular".

Kelley es va fer un bon amic dels companys de repartiment de Star Trek William Shatner i Leonard Nimoy, des de la seva primera trobada el 1964. Durant la primera temporada de Trek, el nom de Kelley va aparèixer als crèdits finals juntament amb la resta del repartiment. Només Shatner i Nimoy van aparèixer als crèdits inicials. A mesura que el paper de Kelley va anar guanyant importància durant la primera temporada, va rebre un augment de sou a uns 2.500 dòlars per episodi i va començar a ser el tercer actor a partir de la segona temporada després de Nimoy. Malgrat el reconeixement de Kelley com una de les seves estrelles a la sèrie, estava frustrat per la major atenció que Shatner rebia com a actor principal i que Nimoy rebia a causa de la "Spockamania" entre els fans.

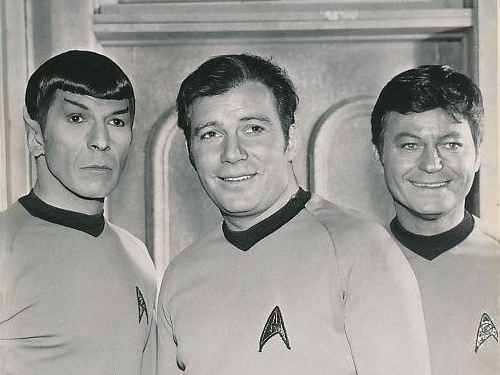
Nimoy, Shatner i Kelley en una foto promocional de Star Trek

Tímid, segons ell mateix va admetre, Kelley va ser l'únic membre del repartiment de la sèrie original de Star Trek que mai va escriure ni publicar una autobiografia; La biografia autoritzada From Sawdust to Stardust (2005) va ser escrita pòstumament per Terry Lee Rioux de la Universitat Lamar a Beaumont (Texas). Kelley considerava "Empatia" com el seu episodi de televisió preferit de "Star Trek".

### Carrera posterior
Després que Star Trek fos cancel·lada el 1969, Kelley es va trobar víctima del mateix encasellament que tant temia. El 1972, va ser escollit per a la pel·lícula de terror Night of the Lepus. Després d'això, Kelley va fer aparicions ocasionals a la televisió i al cinema, però essencialment es va retirar de facto, a part d'interpretar McCoy a les pel·lícules de Star Trek. El 1978, guanyava fins a 50.000 dòlars (241,000 dòlars avui) anualment amb aparicions a la convencions de Star Trek. Com altres actors de Star Trek, Kelley va rebre poc dels enormes beneficis que la franquícia generava per a Paramount, fins que Nimoy, com a productor executiu, va ajudar a organitzar que Kelley rebés 1 milió de dòlars per Star Trek VI: The Undiscovered Country (1991), que va ser la seva última aparició en una pel·lícula d'imatge real. El 1987, va aparèixer al primer episodi de "Star Trek: La nova generació", "Trobada a Farpoint", en què va interpretar un Dr. McCoy de 137 anys. Per a la seva última pel·lícula, Kelley va posar la veu a Viking 1 a "The Brave Little Toaster Goes to Mars". Més tard, Kelley va desenvolupar un interès per la poesia, i finalment va publicar el primer de dos llibres en un sèrie inacabada, The Big Bird's Dream i The Dream Goes On.
El 1971, va aparèixer a Room 222 com a Matt Silverton, el pare d'un estudiant.
En una entrevista de TLC feta a finals dels anys noranta, Kelley va bromejar dient que una de les seves majors pors era que les paraules gravades a la seva làpida fossin "És mort, Jim". L'obituari de Kelley a Newsweek començava: "Ni tan sols intentarem resistir-nos: És mort, Jim". Va declarar l'any abans de la seva mort que el seu llegat serien les moltes persones que McCoy havia inspirat a convertir-se en metges; "Això és una cosa que molt poca gent pot dir que ho ha fet. Estic orgullós de dir que ho he fet". El 1991, Kelley va rebre una estrella al Passeig de la Fama de Hollywood. El 1999, poc abans de morir, va ser guardonat amb un premi Golden Boot per la seva contribució al gènere de la televisió i les pel·lícules de l'oest.

## Vida personal
Kelley es va casar amb l'exactriu Carolyn Charlotte Meagher Dowling el 1945, intercanviant dos anells indis de 25 centaus. Es van conèixer el 1942 quan tots dos eren actors en una obra de teatre i van romandre casats durant gairebé 55 anys fins a la mort de Kelley, vivint en una humil casa d'un sol pis a Sherman Oaks, Califòrnia. La parella, que no tenia fills, "...eren la parella més amorosa que heu vist mai a la vostra vida", va dir Majel Barrett de Star Trek.

## Salut i mort
A Kelley li van diagnosticar càncer d'estómac el 1997,, del qual va morir l'11 de juny de 1999, als 79 anys, atès per la seva dona al Motion Picture and Television Country House and Hospital de Woodland Hills (Los Angeles). Les seves restes van ser incinerades i les cendres es van escampar per l’Oceà Pacífic.

## Filmografia

### Cinema
- 1945: Time to kill

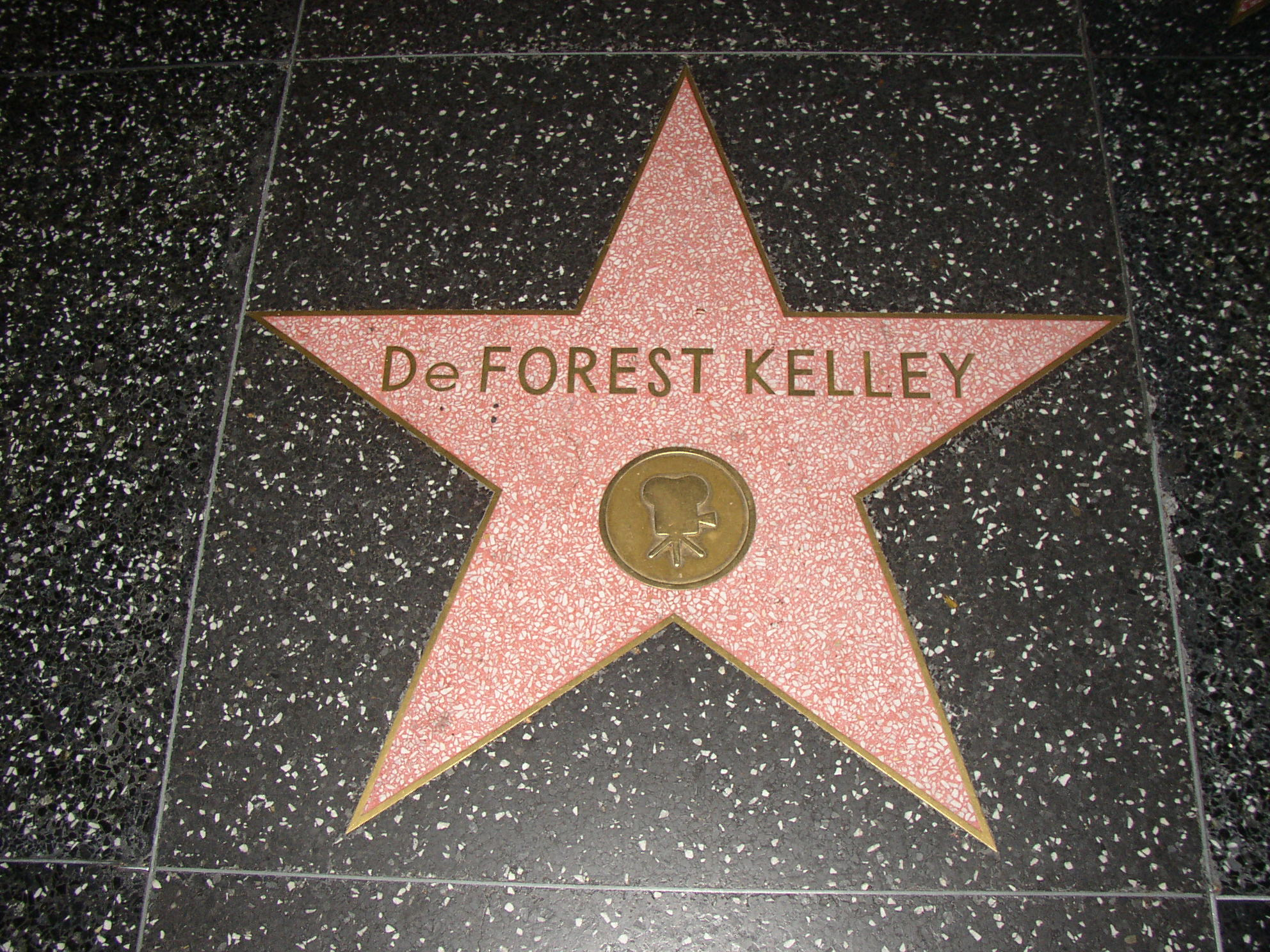
Estrella al Passeig de la Fama de Hollywood

- 1947: Fear in the Night: Vince Grayson
- 1947: La noia de varietats (Variety Girl): Bob Kirby
- 1947: Beyond Our Own
- 1948: Gypsy Holiday: Carl Romano
- 1948: Canon City: Smalley
- 1949: Duke of Chicago: 'Ace' Martin
- 1949: Malaya: Tinent Glenson
- 1950: The Men: Dr. Sherman
- 1953: Taxi: Fred
- 1954: Duffy of San Quentin: Lee, Policia Detectiu
- 1955: House of Bamboo: Charlie
- 1955: Illegal: Edward Clary
- 1955: The View from Pompey's Head: Hotel Clerk
- 1956: The Man in the Gray Flannel Suit: Metge
- 1956: Tension at Table Rock: Jim Breck
- 1957: Gunfight at the O.K. Corral: Morgan Earp
- 1957: L'arbre de la vida (Raintree County): oficial sudista
- 1958: The Law and Jake Wade: Wexler
- 1959: Warlock: Curley Burne
- 1963: Gunfight at Comanche Creek: Amos Troop
- 1964: Where Love Has Gone: Sam Corwin
- 1965: Black Spurs: Xèrif 1
- 1965: Town Tamer: Guy Tavenner
- 1965: Marriage on the Rocks: Mr. Turner
- 1966: Waco: Bill Rile
- 1972: Night of the Lepus: Elgin Clark
- 1979: Star Trek: La pel·lícula: Dr. Leonard "Bones" McCoy
- 1982: Star Trek 2: La còlera del Khan: Dr. Leonard "Bones" McCoy
- 1984: Star Trek 3: A la recerca de Spock: Dr. Leonard "Bones" McCoy
- 1986: Star Trek 4: Missió salvar la Terra: Dr. Leonard "Bones" McCoy
- 1989: Star Trek: L'última frontera: Dr. Leonard "Bones" McCoy
- 1991: Star Trek: The Undiscovered Country: Dr. Leonard "Bones" McCoy
- 1998: The Brave Little Toaster Goes to Mart (vídeo): Viking 1 (veu)

### Televisió
| - 1949: Your Jeweler's showcase (1episodi: The Hand of Saint Pierre)' - de 1949 a 1953: The Lone Ranger (3 episodis) Dr David Barnes - Xèrif Buck McCall - Bob Kittredge - 1953: The Revlon mirror theater Bert Dexter - 1953: The Pespsi-Cola Playhouse (1 episodi) Jeff - de 1953 a 1954: City detective (2 episodis) Hartfield - Benjamin - 1953: Waterfront (1 episodi) - de 1953 a 1954: Your Favorite story (2 episodis) John Ainlee - Your Favorita Story (2 episodis) John Ainlee - 1954: Cavalcade of America (1 episodi) - 1954: The Lone Wolf (2 episodis) - 1955: The Millionnaire (1 episodi) Dr Mike Wells - de 1954 a 1955: Sutio 57 (2 episodis) - 1956: Gunsmoke (1 episodi) - de 1955 a 1956: Matinee theater (2 episodis) Alan Brecker - de 1953 a 1956: Are you there (9 episodis) - de 1955 a 1956: Science fiction theater (3 episodis) - 1957: Navy log (1 episodi) - 1957: The Adventure of Jim Bowie (1 episodi) - 1957: The Silent services (2 episodis) - 1957: Code 3 (1 episodi) - 1957: Schlitz playhouse of star (1 episodi) - 1957: The Web (1 episodi) - 1957: Boots and Saddles (1 episodi) - de 1957 a 1958: Playhouse 90 (2 episodis) - de 1957 a 1958: M Squad (2 episodis) - 1958: Steve Canyon (1 episodi) - 1958: The Rough riders (1 episodi) - 1959: MacKenzie's raiders (1 episodi) - 1959: 26 men (1 episodi) - 1959: Northwest passage (1 episodi) - 1959: Rawhide (1 episodi) - 1959: State Trooper (1 episodi) - 1959: The Lineup (1 episodi) - 1959: Mike Hammer (1 episodi) - 1959: 21 Beacon Street (1 episodi) - de 1958 a 1959: Frontier Justice (2 episodis) - de 1957 a 1959: Trackdown (5 episodis) - 1959: Wanted: dead or alive 2 episodis) - 1959: Black saddle (1 episodi) - 1959: Disneyland (1 episodi) | - de 1959 a 1960: Richard Diamond, Private Detective (3 episodis) - de 1956 a 1960: Zane Grey Theater (5 episodis) - de 1958 a 1960: Alcoa theater (2 episodis) - 1961: Riverboat (1 episodi) - 1961: Tales of Wells Fargo (1 episodi) - 1961: Assignment underwater (1 episodi) - de 1960 a 1961: Coronado 9 (2 episodis) - de 1960 a 1961: Lawman (2 episodis) - 1961: The Deputy (1 episodi) - 1961: Bat Masterson (1 episodi) - 1961: Stagecoach west (2 episodis) - 1961: Shannon (1 episodi) - 1961: Caine's hundred (1 episodi) - 1961: Perry Mason (1 episodi) - de 1962: Route 66 (2 episodis) - 1962: Els Incorruptibles (1 episodi) - 1962: Have gun - will travel (1 episodi) - de 1962 a 1963: Laramie (2 episodis) - 1963: The Gallant man (1 episodi) - 1963: The Dakotas (1 episodi) - 1963: 77 sunst strip (1 episodi) - 1963: The Virginian (2 episodis) - 1965: El fugitiu (1 episodi) - de 1961 a 1966: Bonanza (4 episodis) - 1966: A Man called Shenandoah (1 episodi) - 1966: Laredo (1 episodi) - de 1966 a 1970: Star Trek (76 episodis) - 1967: Police Story - Lab chief - 1970: Ironside (1 episodi) - 1970: The Silent force (1 episodi) - 1970: The Bold ones: the new doctors (1 episodi) - 1971: The Bull of the West: Ben Tully - 1971: Owen Marshall: counselor at law (1 episodi) - 1971: Room 222 (1 episodi) - 1973: The ABC afternoon playbreak (1 episodi) - 1974: The Cowboys (1 episodi) - 1981: The Little hobo (1 episodi) - 1981: Strike force (1 episodi) - 1987: Star Trek: La nova generació (1 episodi) |

## Premis
- Un estrella al Passeig de la fama
- Un Premi d'Honor als Premis Golden Boot.